# Gran Premio motociclistico di Jugoslavia 1979
Il Gran Premio motociclistico di Jugoslavia fu il sesto appuntamento del motomondiale 1979.
Si svolse il 17 giugno 1979 presso l'Automotodrom Grobnik di Zaule di Liburnia, e corsero le classi 50, 125, 250, 350 e 500.
In 500 Kenny Roberts non ebbe problemi. Dietro di lui Virginio Ferrari, partito male e rimontato fino al secondo posto. Terzo Franco Uncini con una Suzuki privata; ritirato Barry Sheene infortunatosi ad un ginocchio dopo aver urtato un sasso finito in pista.
Facile vittoria anche per Kork Ballington in 350 dopo il ritiro del compagno di Marca Gregg Hansford.
Sorprendente vittoria di Graziano Rossi in sella alla Morbidelli 250.
Sesta vittoria consecutiva di Ángel Nieto in 125.
Vittoria con ampio margine di Eugenio Lazzarini nella 50.

## Classe 500
33 piloti alla partenza, 21 al traguardo.

### Arrivati al traguardo
| Pos | Pilota                | Moto   | Tempo      | Punti |
| --- | --------------------- | ------ | ---------- | ----- |
| 1   | Kenny Roberts         | Yamaha | 51' 27" 28 | 15    |
| 2   | Virginio Ferrari      | Suzuki | +3" 42     | 12    |
| 3   | Franco Uncini         | Suzuki | +42" 44    | 10    |
| 4   | Wil Hartog            | Suzuki | +42" 58    | 8     |
| 5   | Boet van Dulmen       | Suzuki | +47" 03    | 6     |
| 6   | Michel Rougerie       | Suzuki | +1 giro    | 5     |
| 7   | Christian Sarron      | Yamaha | +1 giro    | 4     |
| 8   | Carlo Perugini        | Suzuki | +1 giro    | 3     |
| 9   | Steve Parrish         | Suzuki | +1 giro    | 2     |
| 10  | Max Wiener            | Suzuki | +1 giro    | 1     |
| 11  | Franck Gross          | Suzuki | +1 giro    |       |
| 12  | Seppo Rossi           | Suzuki | +1 giro    |       |
| 13  | Willem Zoet           | Suzuki | +1 giro    |       |
| 14  | Peter Sjöström        | Suzuki | +1 giro    |       |
| 15  | Giovanni Pelletier    | Suzuki | +2 giri    |       |
| 16  | Raffaele Pasqual      | Suzuki | +2 giri    |       |
| 17  | Dennis Ireland        | Suzuki | +2 giri    |       |
| 18  | Sergio Pellandini     | Suzuki | +2 giri    |       |
| 19  | Didier de Radiguès    | Suzuki | +2 giri    |       |
| 20  | Jochen Schmid         | Suzuki | +3 giri    |       |
| 21  | Carlos de San Antonio | Suzuki | +3 giri    |       |

### Ritirati
| Pilota            | Moto       | Motivo ritiro      |
| ----------------- | ---------- | ------------------ |
| Gianni Rolando    | Suzuki     | perdita di benzina |
| Johnny Cecotto    | Yamaha     |                    |
| Ikujiro Takai     | Yamaha     |                    |
| Pierluigi Rimoldi | Paton      | problemi al motore |
| Marco Lucchinelli | Suzuki     | noie meccaniche    |
| Jack Middelburg   | Suzuki     |                    |
| Philippe Coulon   | Suzuki     | problemi al motore |
| Werner Nenning    | Suzuki     | problemi al motore |
| Graziano Rossi    | Morbidelli | caduta             |
| Carlo Prati       | Suzuki     | problemi al motore |
| Barry Sheene      | Suzuki     | infortunio         |
| Børge Nielsen     | Suzuki     | problemi al motore |

### Non partito
| Pilota      | Moto   |
| ----------- | ------ |
| Toni Garcia | Suzuki |

## Classe 350

### Arrivati al traguardo
| Pos | Pilota             | Moto          | Tempo      | Punti |
| --- | ------------------ | ------------- | ---------- | ----- |
| 1   | Kork Ballington    | Kawasaki      | 49' 09" 08 | 15    |
| 2   | Pekka Nurmi        | Yamaha        | +47" 76    | 12    |
| 3   | Sadao Asami        | Yamaha        | +48" 16    | 10    |
| 4   | Patrick Fernandez  | Yamaha        | +51" 77    | 8     |
| 5   | Richard Hubin      | Yamaha        | +51" 92    | 6     |
| 6   | Anton Mang         | Kawasaki      | +52" 07    | 5     |
| 7   | Roland Freymond    | Yamaha        | +52" 28    | 4     |
| 8   | Michel Frutschi    | Yamaha        | +1' 11" 73 | 3     |
| 9   | Patrick Pons       | Yamaha        | +1' 38" 85 | 2     |
| 10  | Gianfranco Bonera  | Yamaha        | +1 giro    | 1     |
| 11  | Reinhold Roth      | Yamaha        | +1 giro    |       |
| 12  | Olivier Chevallier | Yamaha        | +1 giro    |       |
| 13  | Eero Hyvärinen     | Yamaha        | +1 giro    |       |
| 14  | Michel Rougerie    | Bimota-Yamaha | +1 giro    |       |
| 15  | Yoshimi Matsumoto  | Yamaha        | +1 giro    |       |
| 16  | Carlos Lavado      | Yamaha        | +2 giri    |       |

### Ritirati
| Pilota            | Moto     | Motivo ritiro |
| ----------------- | -------- | ------------- |
| Gregg Hansford    | Kawasaki |               |
| Walter Villa      | Yamaha   |               |
| Christian Estrosi | Kawasaki |               |
| Éric Saul         | Yamaha   |               |
| Paolo Pileri      | Yamaha   |               |
| Edi Stöllinger    | Kawasaki |               |
| Albert Debouny    | Yamaha   |               |
| Walter Migliorati | Yamaha   |               |
| Adelio Faccioli   | Yamaha   |               |
| Randy Mamola      | Yamaha   |               |
| Jon Ekerold       | Yamaha   |               |
| Franco Solaroli   | Yamaha   |               |
| Max Wiener        | Yamaha   |               |
| Vic Soussan       | Yamaha   |               |
| Pentti Korhonen   | Yamaha   |               |
| Grunwald Harfmann | Yamaha   |               |
| Etienne Geeraerdt | Yamaha   |               |
| Vladimir Hegel    | Yamaha   |               |
| Ernst Fagerer     | Yamaha   |               |
| Michael Schmidt   | Yamaha   |               |

## Classe 250
32 piloti alla partenza, 20 al traguardo.

### Arrivati al traguardo
| Pos | Pilota              | Moto       | Tempo      | Punti |
| --- | ------------------- | ---------- | ---------- | ----- |
| 1   | Graziano Rossi      | Morbidelli | 45' 23" 93 | 15    |
| 2   | Gregg Hansford      | Kawasaki   | +5" 68     | 12    |
| 3   | Patrick Fernandez   | Yamaha     | +11" 11    | 10    |
| 4   | Kork Ballington     | Kawasaki   | +13" 30    | 8     |
| 5   | Edi Stöllinger      | Kawasaki   | +27" 72    | 6     |
| 6   | Anton Mang          | Kawasaki   | +33" 39    | 5     |
| 7   | Christian Estrosi   | Kawasaki   | +37" 69    | 4     |
| 8   | Richard Hubin       | Yamaha     | +47" 22    | 3     |
| 9   | Éric Saul           | Adriatica  | +53" 97    | 2     |
| 10  | Randy Mamola        | Yamaha     | +55" 14    | 1     |
| 11  | Walter Villa        | Yamaha     | +55" 81    |       |
| 12  | René Delaby         | Yamaha     | +1' 28" 28 |       |
| 13  | Jean-François Baldé | Kawasaki   | +1' 28" 42 |       |
| 14  | Olivier Chevallier  | Yamaha     | +1' 35" 42 |       |
| 15  | Thierry Espié       | Yamaha     | +1 giro    |       |
| 16  | Reino Eskelinen     | Yamaha     | +1 giro    |       |
| 17  | Reinhold Roth       | Yamaha     | +1 giro    |       |
| 18  | Marijan Kosic       | Yamaha     | +2 giri    |       |
| 19  | Vuk Tomanovic       | Yamaha     | +3 giri    |       |

### Ritirati
| Pilota            | Moto      | Motivo ritiro |
| ----------------- | --------- | ------------- |
| Sadao Asami       | Yamaha    |               |
| Roland Freymond   | Yamaha    |               |
| Pentti Korhonen   | Yamaha    |               |
| Jean-Marc Toffolo | Armstrong |               |
| Paolo Pileri      | Yamaha    |               |
| Vic Soussan       | Yamaha    |               |
| Grunwald Harfmann | Yamaha    |               |
| Rudolf Weiss      | Yamaha    |               |
| Johann Gasser     | Kawasaki  |               |
| Igor Akrapovič    | Yamaha    |               |
| Etienne Geeraerdt | Yamaha    |               |
| Peter Baláž       | Yamaha    |               |

## Classe 125
32 piloti alla partenza, 20 al traguardo.

### Arrivati al traguardo
| Pos | Pilota                       | Moto       | Tempo      | Punti |
| --- | ---------------------------- | ---------- | ---------- | ----- |
| 1   | Ángel Nieto                  | Minarelli  | 44' 30" 91 | 15    |
| 2   | Thierry Espié                | Motobécane | +0" 15     | 12    |
| 3   | Stefan Dörflinger            | Morbidelli | +10" 94    | 10    |
| 4   | August Auinger               | Morbidelli | +25" 79    | 8     |
| 5   | Bruno Kneubühler             | MBA        | +40" 22    | 6     |
| 6   | Matti Kinnunen               | MBA        | +47" 85    | 5     |
| 7   | Pier Paolo Bianchi           | Minarelli  | +1' 02" 83 | 4     |
| 8   | Peter Looijesteijn           | MBA        | +1' 08" 88 | 3     |
| 9   | Per-Edvard Carlsson          | MBA        | +1' 15" 46 | 2     |
| 10  | Fernando González De Nicolás | Morbidelli | +1' 16" 94 | 1     |
| 11  | Patrick Hérouard             | Morbidelli | +1' 19" 21 |       |
| 12  | Marcelino García             | Morbidelli | +1' 35" 23 |       |
| 13  | Ernst Fagerer                | MBA        | +1' 46" 77 |       |
| 14  | Rolf Blatter                 | Morbidelli | +1' 48" 52 |       |
| 15  | Maurizio Musco               | Morbidelli | +1 giro    |       |
| 16  | Clive Horton                 | Morbidelli | +1 giro    |       |
| 17  | Peter Baláž                  | Morbidelli | +2 giri    |       |
| 18  | Boris Bajc                   | MBA        | +2 giri    |       |
| 19  | Branko Belavic               | Morbidelli | +2 giri    |       |
| 20  | Wolfgang Glawaty             | MBA        | +3 giri    |       |

### Ritirati
| Pilota                 | Moto       | Motivo ritiro   |
| ---------------------- | ---------- | --------------- |
| Ricardo Tormo          | Bultaco    |                 |
| Maurizio Massimiani    | MBA        | noie meccaniche |
| Eugenio Lazzarini      | Morbidelli | noie meccaniche |
| Hans Müller            | MBA        |                 |
| Jean-Louis Guignabodet | Morbidelli |                 |
| Daniele Dall'Olio      | Morbidelli |                 |
| Patrick Plisson        | Morbidelli |                 |
| Italo Zerbini          | MBA        |                 |
| Harald Bartol          | Morbidelli |                 |
| Luigi Rinaudo          | MBA        |                 |
| Alojz Pavlič           | MBA        |                 |
| Enrico Cereda          | Morbidelli |                 |

## Classe 50

### Arrivati al traguardo
| Pos | Pilota             | Moto         | Tempo      | Punti |
| --- | ------------------ | ------------ | ---------- | ----- |
| 1   | Eugenio Lazzarini  | Kreidler     | 38' 54" 57 | 15    |
| 2   | Rolf Blatter       | Kreidler     | +5" 95     | 12    |
| 3   | Hagen Klein        | Hess Spezial | +24" 66    | 10    |
| 4   | Gerhard Waibel     | Kreidler     | +1' 04" 38 | 8     |
| 5   | Ricardo Tormo      | Bultaco      | +1' 47" 94 | 6     |
| 6   | Joaquín Galí       | Bultaco      | +2' 00" 70 | 5     |
| 7   | Jacky Hutteau      | ABF          | +1 giro    | 4     |
| 8   | Peter Verbič       | Kreidler     | +1 giro    | 3     |
| 9   | Claudio Granata    | UFO          | +1 giro    | 2     |
| 10  | Gerhard Singer     | Kreidler     | +1 giro    | 1     |
| 11  | Theo Timmer        | Bultaco      | +1 giro    |       |
| 12  | Otto Machinek      | Kreidler     | +1 giro    |       |
| 13  | Enrico Cereda      | UFO          | +1 giro    |       |
| 14  | Paolo Priori       | Derbi        | +1 giro    |       |
| 15  | Hans-Jürgen Hummel | Kreidler     | +1 giro    |       |
| 16  | Miklos Bojan       | Kreidler     | +1 giro    |       |
| 17  | Bruno Di Carlo     | Kreidler     | +2 giri    |       |

### Ritirati
| Pilota             | Moto     | Motivo ritiro |
| ------------------ | -------- | ------------- |
| Stefan Dörflinger  | Kreidler |               |
| Patrick Plisson    | ABF      |               |
| Wolfgang Müller    | Kreidler |               |
| Peter Looijesteijn | Kreidler |               |
| Claudio Lusuardi   | Bultaco  |               |
| Aldo Pero          | Kreidler |               |
| Ingo Emmerich      | Kreidler |               |
| Reiner Scheidhauer | Kreidler |               |
| Luciano Spinello   | Kreidler |               |
| Luigi Rinaudo      | Tomos    |               |
| Kasimir Rapczynski | Kreidler |               |
| Rudolf Kunz        | Kreidler |               |
| Günter Schirnhofer | Kreidler |               |
| Guido Mancini      | Kreidler |               |
| Reiner Koster      | Malanca  |               |
| Darko Keletic      | Tomos    |               |
| Fabrizio Frollani  | Kreidler |               |
| Stefan Danielsson  | Kreidler |               |
| Vilko Sever        | Kreidler |               |

## Fonti e bibliografia
- Stampa Sera, 18 giugno 1979, pag. 15
- El Mundo Deportivo, 18 giugno 1979, pag. 29
- Werner Haefliger, MotoGP Results 1949-2010 Guide, Fédération Internationale de Motocyclisme, 2011.
- Risultati della 500 su autosport.com, su autosport.com.